# Éowyn
N'Éowyn és un personatge fictici de l'univers de J.R.R. Tolkien, la Terra Mitjana. També és coneguda com la Dama Escudera de Ròhan, la Dama Blanca de Ròhan, i més tard pel seu títol de Senyora d'Ithílien.
Era filla de n'Éomund i na Théodwyn, i a través d'ella neboda del rei Théoden. El seu germà era el Tercer Mariscal de la Marca: Éomer. Va ser una dona molt bella, alta, i esvelta, amb els cabells rossos. Era idealista i coratjosa.
El seu nom és en anglès antic, com tots els noms dels ròhirrims, i significa "amant dels cavalls" (Eoh="cavall").

## Biografia

### Abans de la descoberta de l'Anell
N'Éowyn, de la casa de n'Éorl, era neboda del rei Théoden de Ròhan. De ben jove, els seus pares van morir i ella i el seu germà Éomer van ser adoptats pel seu tiet.
Quan el rei envellí i va començar a caure sota la influència d'en Sàruman a través dels mals consells d'en Llenguadeserp, n'Éowyn es va trobar en una situació d'impotència veient que no podia fer res per evitar la situació. Això va fer que es tornés una persona solitària i introvertida.

### El Senyor dels Anells
Quan Gàndalf, Àragorn, Légolas i Guimli arribaren al palau de Meduseld i van alliberar en Théoden, la seva esperança va renéixer i de seguida es va enamorar de n'Àragorn. El seu amor, però, no va ser correspost, i desitjant d'obtenir glòria en la batalla es va disfressar d'home i va cavalcar entre els ròhirrims (fent-se conèixer com a Celatelm). També va portar d'amagat Meriadoc Brandiboc amb ella fins a la batalla dels Camps de Pélennor.
Durant la batalla, va lluitar al costat del rei, i quan aquest va caure davant del Rei Bruixot, el Senyor dels Nazgûl, va saltar a defensar-lo. El Rei Bruixot va vantar-se de què "cap home viu em pot vèncer", i aleshores Éowyn es va treure el casc i revelant els seus llargs cabells rossos va declarar: "jo no sóc un home viu. Estàs veient una dona".
Amb l'ajut de Merry, va aconseguir matar el Rei Bruixot, acomplint la proesa més gran que l'Oest va aconseguir en la batalla. Va quedar, però, greument ferida i enverinada per l'alè negre dels Nazgûl.
Va ser duta a les cases de curació on n'Àragorn va aturar la malaltia. Durant la seva convalescència, va conèixer Fàramir, i ell li va fer veure que l'amor amb Àragorn era impossible i es va casar amb ell.

### Després de la caiguda d'en Sàuron
Un cop l'Anell va ser destruït, el rei Elèssar va concedir a la parella el Principat d'Ithílien, i n'Éowyn va passar a ser la Senyora d'Ithílien. El seu germà Éomer va esdevenir el rei de Ròhan.
Ella i en Fàramir van tenir un fill, n'Elobron. El fill d'aquest va ser en Bàrahir, que va ser l'autor del Relat de n'Àragorn i n'Arwen a la Quarta Edat.

## Adaptacions
En la versió cinematogràfica de Peter Jackson d'El Senyor dels Anells, l'actriu Miranda Otto interpreta n'Éowyn.